# Необязден жребец (филм, 1894)
„Необязден жребец“ (на английски: Bucking Broncho) е американски късометражен документален ням филм от 1894 година, заснет от режисьорите Уилям Кенеди Диксън и Уилям Хейс в студиото Блек Мария при лабораториите на Томас Едисън в Ню Джърси, макар последният никога да не е предявявал права върху него. „Необязден жребец“ е първият филм, в който пред зрители е показано обяздване на кон. В ролята на каубоя е Лий Мартин, който по това време е бил активен участник в шоуто на Бъфало Бил. В наши дни филма се съхранява в „Американската академия за кинематографско изкуство и наука“.

## Сюжет
Един каубой обяздва див жребец пред погледа на тълпата. Докато конят се опитва да го хвърли от гърба си, друг каубой, стоящ върху металната ограда, стреля периодично във въздуха с револвера си, за да стимулира жребеца и ездача.

## В ролите
В ролите на каубоите се изявяват Лий Мартин, за когото това е единственият филм, в който е участвал, и Франк Хамит.